# Сокский карьер
Со́кский карье́р — заброшенный известковый карьер, расположенный в посёлке Волжском Красноглинского района городского округа Самара. Имеет большую площадь: 1,2 × 0,4 км. Работы на нём велись в 1950—1980-х годах. На данный момент считается закрытым. Известен также одной из самых протяжённых сетей штолен в России, более 40 километров.

## История
В 1950-х годах в связи с большой потребностью горных пород и щебня для строительства Жигулевского гидроузла заключённые Безымянлага начали добывать ископаемые открытым способом — так появился первый Сокский карьер. Под основание был уничтожен Царёв Курган, часть горы Тип-Тяв. В 1951 году был построен и запущен в эксплуатацию первый камнедробильный завод. В 1961 году объединили Сокский и Куйбышевский карьеры в единое предприятие «Сокское карьероуправление». В 1980-х годах работы были прекращены, так как карьер был полностью выработан. На данный момент карьер пользуется большой популярностью среди спелеологов, геокеширов и обычных туристов.

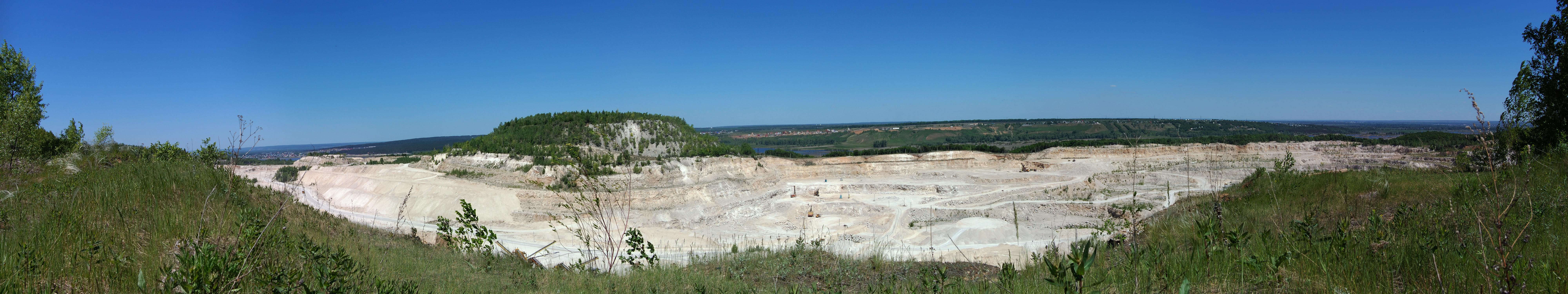
Сокский карьер (Россия, Самара)

«Карьер похож на огромный пещерный город, жители которого разбрелись по своим делам и норам, ибо полдень, но ближе к вечеру в городе закипит жизнь. Котлован осветится тысячей факелов, обитатели пещер усядутся на террасах, словно в амфитеатре, а на главной центральной площади, превращённой в арену, одно за одним начнутся гладиаторские бои, гонки суперкарах и другие зрелища в эстетике дизельпанка».

## Штольни
Разработка Самарских штолен началась в 1930 году и велась вплоть до 1961. На момент окончания работ общая протяженность тоннелей Сокских штолен равнялась примерно 53 километра, что является вторым результатом по России. На настоящее время сохранилось только 28 километров штолен и штреков, по которым водят экскурсии (по другим источникам 29 километров).
В штольнях сохранились рельсы, вагонетки, остов электролокомотива, остатки мастерской по ремонту и другие элементы горнодобывающей промышленности. В зимний период в штольнях можно наблюдать большое количество сталагмитов.

## География
Карьер расположился в живописных местах Красноглинского района в северной части Сокольих гор, недалеко от реки Сок, у подножии горы Тип-Тяв.